# سربيل حمدي توزون
سربيل حمدي توزون (بالتركية: Serpil Hamdi Tüzün)‏ هو مدرب كرة قدم ولاعب كرة قدم تركي، ولد في 1939. لعب مع نادي بشكتاش.